# Puitdeponts
Puitdeponts o Puit de Ponts és una masia del municipi de Castellar de la Ribera, a la comarca catalana del Solsonès.

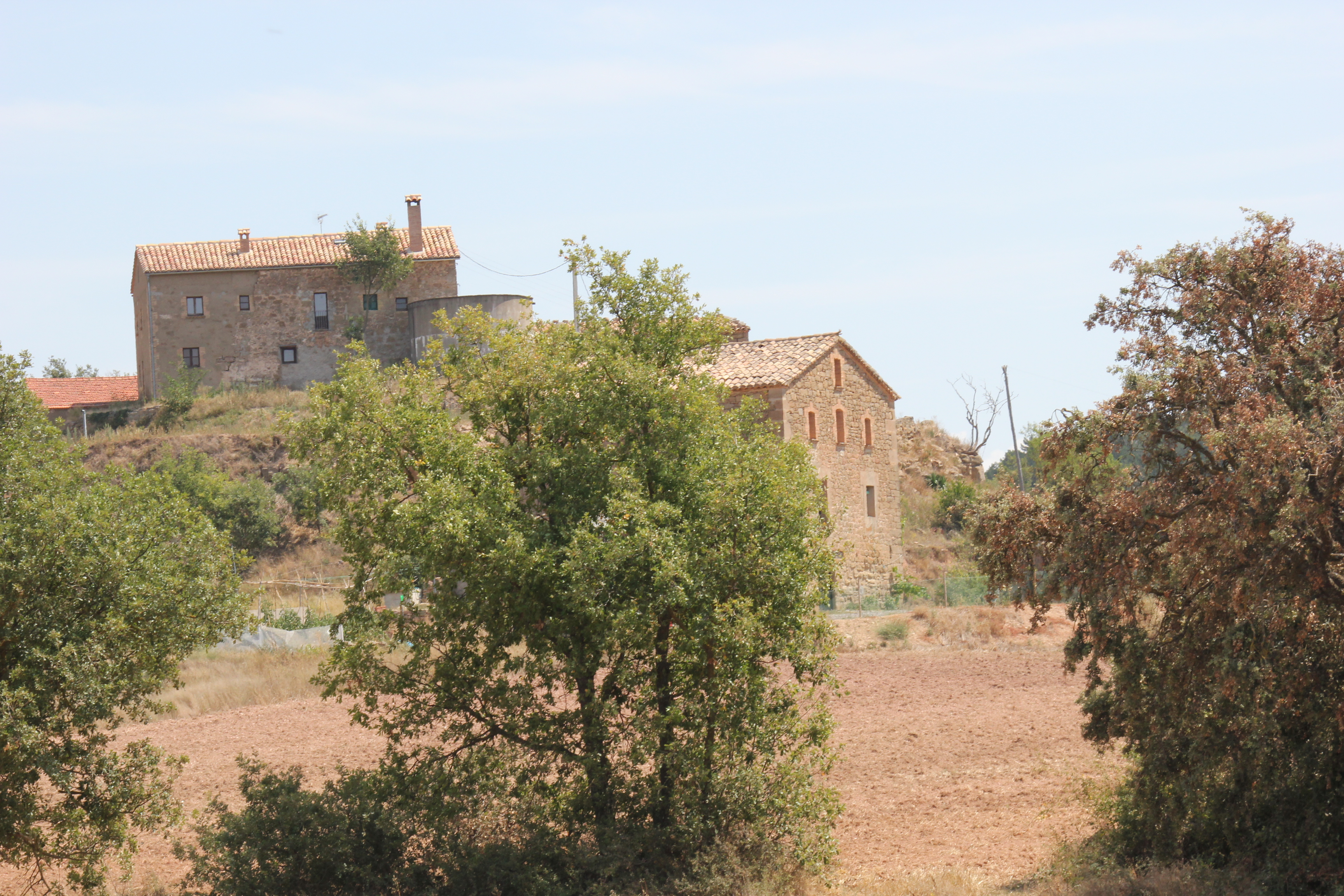
Puitdepons a dalt a l'esquerra, i Cària a sota.